# Kylie Live in New York
Kylie Live In New York live je album australske pjevačice Kylie Minogue koji je izdan 14. prosinca 2009. godine.

## O albumu
Album, snimljen na zadnjem koncertu Minogueine sjevernoameričke turneje For You, For Me Tour u Hammerstein Ballroom dvorani u New Yorku, ekskluzivno je dostupan kao digitalno izdanje.
Samo na iTunes ekskluzivno uz album objavljene su tri studio verzije remixeva s turneje, "Light Years", "Speakerphone" i "Come Into My World". Na albumu nije Minogueina nova pjesma "Better Than Today" koju je izvodila na turneji, a koja je na njenom 11. studijskom albumu, Aphrodite.
Obožavatelji su mogli poslušati prvu polovicu koncerta iz New Yorka na pre-izdanju, ekskluzivno na YouTubeu u trajanju od 24 sata počevši od ponoći 12. prosinca na Minogueinoj službenoj stranici na YouTubeu.

## Popis pjesama
1. Overture ("Somewhere Over the Rainbow" / "The Sound of Music") - 1:39
2. "Light Years" - 4:20
3. "Speakerphone" - 4:46
4. "Come Into My World" - 3:55
5. "In Your Eyes" - 3:22
6. Everything Taboo Medley -  9:18	
  1. "Shocked"
  2. "What Do I Have to Do?"
  3. "Spinning Around"
  4. "What Kind of Fool (Heard All That Before)"
  5. "Do You Dare?"
  6. "It's No Secret"
  7. "Keep on Pumpin' It"
  8. "I'm Over Dreaming (Over You)"
  9. "Ride on Time"
  10. "Such a Good Feeling"
  11. "Finally"
  12. "The Real Slim Shady"
  13. "Buffalo Girls"
7. "Like a Drug" - 4:50
8. "Boombox" / "Can't Get Blue Monday Out Of My Head" - 5:03
9. "Slow" - 6:21
10. "2 Hearts" - 4:18
11. "Red Blooded Woman" / "Where the Wild Roses Grow" - 4:44
12. "Heart Beat Rock" - 2:13
13. "Wow" - 3:02
14. "White Diamond Theme" - 2:10
15. "White Diamond" - 3:11
16. "Confide In Me" - 4:47
17. "I Believe In You" - 3:03
18. "Burning Up" / "Vogue" - 3:20
19. "Locomotion" - 4:54
20. "Kids" - 5:00
21. "In My Arms" -4:09
22. "Better The Devil You Know" - 4:42
23. "The One" - 4:27
24. "I Should Be So Lucky" - 3:55
25. "Love at First Sight"  -6:40

iTunes Bonus pjesme
1. "Light Years" (studijska inačica Stevea Andersona)
2. "Speakerphone" (studijska inačica Stevea Andersona)
3. "Come Into My World" (studijska inačica Stevea Andersona)[2]